# Shedrub Choekhor Ling
Ne doit pas être confondu avec Chökhor Ling ou Ralung.
Shedrub Choekhor Ling (tibétain : བཤད་སྒྲུབ་ཆོས་འཁོར་གླིང, Wylie : bshad sgrub chos 'khor gling) est un monastère de l'école guélougpa du bouddhisme tibétain situé à  Bossey sur le Mont Salève (à 25 min. de Genève). Il a ouvert ses portes au public en septembre 2010.

## Histoire
La construction d'un temple bouddhiste à proximité de Genève est le fruit des efforts du 14e dalaï-lama et de Yeshe Lodoi Rinpoché. 
En août 2011, lors d'une visite officielle, le 14e dalaï-lama, en présence des abbés des monastères de "Drepung Goman" et de « Rinpoché Bagsha (ru) » et du maire de Bossey, Jean-Luc Pecorini, Matthieu Ricard, a  inauguré et nommé le monastère "Le jardin dans lequel tourne la roue de l'enseignement de la théorie et de la pratique du bouddhisme".
Shedrub Choekhorling fonctionne sous l'égide de l'université monastique Drepung Gomang Monastère de Drepung#Autre établissement de Drepung en Inde (reconstruite en Inde) et suit la tradition tibétaine.
Au cours de l'existence du monastère, les éminents lamas bouddhistes tibétains tels que le 14e dalaï-lama, Kundeling Rinpoché, Ling Rinpoché, Kensur Yonten Damcho, Dagpo Rinpoché, Yeshe Lodoi Rinpoché  et bien d'autres encore ont donné des enseignements à plusieurs reprises ici.
Le Centre, géré par l'association "Sangha sur Salève", comprend des chambres pour une dizaine de moines, y compris les enseignants, une bibliothèque et des chambres/dortoirs réservés aux retraites (Adhésion: 50 € par an). 
Le 26 juin 2014, Geshe Luntok, Geshe Gedun, et Othok Rinpoché, des moines tibétains du monastère de Shedrub Choekhor Ling participent à la veillée interconfessionnelle pour la paix à Genève organisé par International Bridges to Justice (en) à l'occasion de la journée internationale des Nations unies pour le soutien aux victimes de torture.